# Leonard Landois
Leonard Landois (født 1. december 1837 i Münster i Westfalen, død 16. november 1902 i Greifswald) var en tysk fysiolog. Han var bror til Hermann Landois.
Landois studerede i Greifswald, blev Dr. med. 1861 og derefter 1868 ekstraordinær, 1872 ordentlig professor i fysiologi. Hans videnskabelige arbejde strækker sig over mange områder, men især arbejdede han med blodet (Die Lehre von Arterienpuls, 1872; Die Transfusion des Blutes, 1875; Beiträge zur Transfusion des Blutes ("Deutsche Zeitschrift für Chirurgie" 1878) og hjertesygdommenes kliniske fysiologi. Landois påviste således forkammerpulsbølgen ved aortainsufficiens og hæmatografien. Man skylder ham også erkendelsen af den periostale dannelsesmetode af dyrenes horn og af varmecentret i hjernebarken. Han beskrev først af alle angina pectoris 1866 og ataksien 1876 og angav kromsyre-kvægsølvmetoden til studiet af nerveelementerne, 1872, en metode, hvis rækkevidde han næppe selv overskuede, og som senere i anden form blev optaget af Camillo Golgi. Mest bekendt er hans Lehrbuch der Physiologie des Menschen (1880, 13. oplag), en bog, der i særlig grad tager hensyn til kliniken og den praktiserende læges behov.